# Inside of Emptiness
Inside of Emptiness è il sesto album in studio di John Frusciante, pubblicato il 26 ottobre 2004 su Record Collection , ed è il quarto di una serie di sei uscite, pubblicato da giugno 2004 a febbraio 2005. L'album presenta contributi di Josh Klinghoffer e Omar Rodríguez-López .
Frusciante osserva: "È davvero potente, ma in un modo gentile, c'è una qualità rassicurante, ha delle cose difficili, e anche le cose soft hanno una pesantezza per loro. La canzone "Scratches " è emotivamente pesante per me, anche se non si tratta di chitarre distorte e tamburi che suonano, c'è un'altra canzone sulla morte di una coppia, c'è molta spontaneità e imprudenza". 
L'edizione in vinile del disco ha visto un repressing da Record Collection l'11 dicembre 2012. Questi dischi ristampati sono 180 grammi e sono disponibili con un download di scelta tra i formati MP3 e WAV dell'album.

## Tracce
1. What I Saw – 4:00
2. The World's Edge – 2:34
3. Inside a Break – 3:07
4. A Firm Kick – 4:33
5. Look On – 6:10
6. Emptiness – 3:34
7. I'm Around – 3:49
8. 666 – 4:53
9. Interior Two – 2:27
10. Scratches – 4:19

## Personale
- John Frusciante - voce e coro, chitarra, sintetizzatore, tastiera, basso ("The World's Edge", "666"), produzione, design
- Josh Klinghoffer - batteria, basso, tastiera, supporto Voce, chitarra ("I'm Around"), assolo di chitarra ("Inside a Break", "Emptiness")
- Omar Rodríguez-López - chitarra solista ("666")
- Ryan Hewitt - ingegnere, miscelazione
- Kevin Dean - assistente
- Bernie Grundman: padronanza
- Lola Montes - fotografia
- Mike Piscitelli - design
- Dave Lee - tecnico dell'apparecchiatura